# Laval (Mayenne)
Laval – miejscowość i gmina we Francji, w regionie Kraj Loary, w departamencie Mayenne.
Według danych na rok 1990 gminę zamieszkiwały 50 473 osoby, a gęstość zaludnienia wynosiła 1475 osób/km² (wśród 1504 gmin Kraju Loary Laval plasuje się na 6. miejscu pod względem liczby ludności, natomiast pod względem powierzchni na miejscu 212.).

## Znane osoby urodzone w Laval
- Pierre-Emerick Aubameyang (ur. 1989), piłkarz Borussii Dortmund i reprezentacji Gabonu
- Ousmane Dabo (ur. 1977), piłkarz S.S. Lazio, Manchester City i reprezentacji Francji
- Alain Gerbault (1893-1941), żeglarz, odbył samotny rejs dookoła świata
- Alfred Jarry (1873-1907), dramaturg, powieściopisarz i poeta
- Manuela Montebrun (ur. 1979), lekkoatletka, młociarka, medalistka mistrzostw świata i Europy.
- Henri Rousseau (1844-1910), zwany Celnikiem, malarz

## Współpraca
- Boston, Anglia
- Modesto, Stany Zjednoczone
- Chalkidiki, Grecja
- Gandia, Hiszpania
- Garango, Burkina Faso
- Laval, Kanada
- Łowecz, Bułgaria
- Mettmann, Niemcy
- Vătava, Rumunia
- Suczawa, Rumunia